# Pavel Bartovský
Pavel Bartovský (* 26. června 1998 Plzeň) je český filmový a televizní režisér, scenárista, producent a projektový manažer.

## Život
Vystudoval Střední průmyslovou školu elektrotechnickou v Plzni, obor počítačové sítě a současně vystudoval i animaci a VFX na soukromé škole Jiřího Trnky v Plzni. V roce 2021 dokončoval studium hrané režie na Filmové akademii Miroslava Ondříčka v Písku a následně v roce 2023 magisterské studium na ZČU v Plzni obor audiovize.

## Dílo
Již během studii na střední škole se začal věnovat tvorbě reklamních spotů a reklamních promo materiálů za které získal i některá ocenění v oblasti střední odborné činnosti. Nejprve se věnoval tvorbě animovaných reklam a videoklipů a později se přesunul i na tvorbu hraných reklamních spotů.
Během studia FAMO v Písku vytvořil několik krátkých filmů. Mezi ně patřil například krátký psychologický horor Visitor (2020), věnující se problematice domácího násilí páchané na ženách, který získal řadu ocenění po celém světě, včetně Hollywoodu, a dostalo se mu i pozornosti medií a to i v zahraničí. V poslední době se jako režisér a scenárista pro Českou televizi podílel například na dokumentárních TV filmech Celebrity internetu (2025) nebo Život hledáčkem Petra Bruknera (2023), portrétu Cimrmana.
Zároveň pracuje pro TV Nova a Oneplay i jako režisér promo spotů a Promo Producer. Předtím do poloviny roku 2023 pracoval i jako festival & sales koordinátor pro Institutu dokumentárního filmu a jako kreativní producent v grafickém reklamním studiu DRAWetc..

## Režijní filmografie
- Visitor (2020), krátkometrážní film
- Lov (2020), krátkometrážní film
- Ekoteroristi: Únos (2021), krátkometrážní studentský film
- I Am Influencer (2022), dokumentární film
- Cirkus strachu (2023), dokumentární film
- Život hledáčkem Petra Bruknera (2023), dokumentární TV film
- Celebrity internetu (2025), TV film

## Ocenění
- Cena Best Horror za film Visitor (2020) na Toronto Film Channel Festival v Torontu, 2020 [4]
- Nominace za nejlepšího studentského režiséra za film Visitor (2020) na udílení cen Indie Short Fest v Hollywoodu, 2020
- Cena Best Student Film za film Visitor (2020) na Frostbite International Indie Fest v Coloradu, 2020